# Cepelinai
Les cepelinai, ou didžkukuliai, sont une spécialité culinaire et le plat national de la Lituanie,.

## Description
Il s'agit de sortes de boulettes à base de pommes de terre râpées et généralement farcies avec de la viande, ou parfois avec  du fromage blanc (caillé) ou des champignons. C'est un plat populaire de la cuisine lituanienne. Leur nom vient de leur forme qui évoque celle des zeppelins. Leur longueur est en général d'environ 20 cm mais la taille varie selon les régions : dans les comtés de l'ouest de la Lituanie, les cepelinai sont plus grands que dans l'est du pays.
Une fois bouillis, les cepelinai sont servis avec une sauce à la crème aigre et du bacon ou de la couenne de porc.